# Mistrzostwa Europy Juniorów w Saneczkarstwie 1985
29. Mistrzostwa Europy juniorów w saneczkarstwie 1985 odbyły się 10 stycznia w Schönau am Königssee, w Niemczech Zachodnich. W tej miejscowości mistrzostwa rozegrano po raz trzeci (poprzednio w 1963 i 1968). Rozegrane zostały trzy konkurencje: jedynki kobiet, jedynki mężczyzn oraz dwójki mężczyzn. W klasyfikacji medalowej najlepsi byli reprezentanci gospodarzy.

## Terminarz
| Data           | Miejscowość          | Konkurencja      | Złoto                   | Srebro                              | Brąz                        |
| -------------- | -------------------- | ---------------- | ----------------------- | ----------------------------------- | --------------------------- |
| 10 lutego 1985 | Schönau am Königssee | Jedynki kobiet   | Veronika Oberhuber      | Nadieżda Szmitowa                   | Susi Erdmann                |
| 10 lutego 1985 | Schönau am Königssee | Jedynki mężczyzn | Georg Hackl             | Uwe Reindl                          | Maximilian Burghardtswieser |
| 10 lutego 1985 | Schönau am Königssee | Dwójki mężczyzn  | Sven Eggert René Friedl | Witalij Mielnik Dmitrij Aleksiejiew | Stefan Krauße Jan Behrendt  |

## Wyniki

### Jedynki kobiet
- Data / Początek: Niedziela 10 lutego 1985

| Medal | Zawodniczka          | Narodowość |
| ----- | -------------------- | ---------- |
|       | Veronika Oberhuber   | Włochy     |
|       | Nadieżda Szmitowa    | ZSRR       |
|       | Susi Erdmann         | NRD        |
| 4.    | Christiane Hoppe     | NRD        |
| 5.    | Karin Laner          | Włochy     |
| 6.    | Katrin Höland        | NRD        |
| 7.    | Olga Tichonowa       | ZSRR       |
| 8.    | Julija Antipowa      | ZSRR       |
| 9.    | Swietłana Wargas     | ZSRR       |
| 10.   | Veronika Verheyen    | RFN        |
| 11.   | Gerda Weissensteiner | Włochy     |
| 12.   | Veronika Bilgeri     | RFN        |
| 13.   | Kerstin Langkopf     | RFN        |
| 14.   | Miriam Zeitz         | RFN        |
| 15.   | Agnes Aaonsen        | Norwegia   |
| 16.   | Sabine Beckmann      | NRD        |
| 17.   | Andrea Tagwerker     | Austria    |
| 18.   | Karin Flörl          | Austria    |
| 19.   | Stefanie Bellow      | Austria    |
| 20.   | Ruth Honegger        | Szwajcaria |
| 21.   | Katarzyna Przybylska | Polska     |
| 22.   | Silvija Katalinic    | Jugosławia |
| 23.   | Nikolic Slobodnka    | Jugosławia |

### Jedynki mężczyzn
- Data / Początek: Niedziela 10 lutego 1985

| Medal | Zawodnik              | Narodowość     |
| ----- | --------------------- | -------------- |
|       | Georg Hackl           | NRD            |
|       | Uwe Reindl            | RFN            |
|       | Max Burghardtswieser  | RFN            |
| 4.    | Andriej Ustjuzin      | ZSRR           |
| 5.    | Robert Manzenreiter   | Austria        |
| 6.    | Hermann Müller        | RFN            |
| 7.    | Heiko Wietasch        | NRD            |
| 8.    | Arnold Huber          | Włochy         |
| 9.    | Jörg-Udo Frank        | NRD            |
| 10.   | Eduard Burmistrov     | Rosja          |
| 11.   | Georg Neunhäuserer    | Włochy         |
| 12.   | Oleg Gorełow          | ZSRR           |
| 13.   | Jürgen Ewerz          | Austria        |
| 14.   | Martin Förster        | Czechosłowacja |
| 15.   | Lubos Jíra            | Czechosłowacja |
| 16.   | Pablo García Muñoz    | Hiszpania      |
| 17.   | Martin Vrbata         | Czechosłowacja |
| 18.   | Dariusz Łuszcz        | Polska         |
| 19.   | Rthur Tagwerker       | Austria        |
| 20.   | Hans Kohala           | Szwecja        |
| 21.   | Robert Stępiński      | Polska         |
| 22.   | Kenneth Hjelm         | Szwecja        |
| 23.   | Christian Aegerter    | Szwajcaria     |
| 24.   | Donat Joesler         | Szwajcaria     |
| 25.   | Pawel Ryba            | Polska         |
| 26.   | Zdzisław Sidodrowiicz | Polska         |
| 27.   | Daniel Gautschi       | Szwajcaria     |
| 28.   | Ralf Burkhard         | Szwajcaria     |
| 29.   | Stefan Andersson      | Szwecja        |

### Dwójki mężczyzn
- Data / Początek: Niedziela 10 lutego 1985

| Medal | Zawodnik                             | Narodowość     |
| ----- | ------------------------------------ | -------------- |
|       | Sven Eggert René Friedl              | NRD            |
|       | Witalij Mielnik Dmitrij Aleksiejiew  | ZSRR           |
|       | Stefan Krauße Jan Behrendt           | NRD            |
| 4.    | Igor Utkin Andriej Trusow            | ZSRR           |
| 5.    | Jürgen Ewerz Peter Schmid            | Austria        |
| 6.    | Martin Vrbata Martin Förster         | Czechosłowacja |
| 7.    | Paweł Ruba Zdzisław Sidorowicz       | Polska         |
| 8.    | Hans Kohala Stefan Andersson         | Szwecja        |
| 9.    | Robert Manzenreiter Markus Schmidt   | Austria        |
| 10.   | Norbert Rosenberger Rudolf Grösswang | RFN            |
| 11.   | Donat Joesler Markus Herold          | Szwajcaria     |

## Klasyfikacja medalowa
| Miejsce | Państwo |   |   |   | Razem |
| ------- | ------- | - | - | - | ----- |
| 1.      | RFN     | 1 | 1 | 2 | 4     |
| 2.      | NRD     | 1 | 0 | 1 | 2     |
| 3.      | Włochy  | 1 | 0 | 0 | 1     |
| 4.      | ZSRR    | 0 | 2 | 0 | 2     |